# Giber Å
Giber Å syd for Aarhus har siden middelalderen fungeret som en del af sognegrænsen mellem Beder og Mårslet Sogne og er i dag nordgrænse for lokalområdet Beder-Malling-Ajstrup.
Giber Å har en længde på 12 kilometer, og den udspringer i Testrup Mose syd for Tranbjerg. Åen gennemløber Mårslet by, fortsætter forbi herregården Vilhelmsborg og har sit udløb i Kattegat umiddelbart nord for Fiskerhuset ved Moesgård Strand . Åen er ureguleret på store dele af strækningen, selvom åens vand gennem tiderne har været udnyttet til vandkraft (vandmøller) både ved Vilhelmsborg, Fulden Mølle og Skovmøllen.
Åen har følgende, naturlige tilløb (og hertil kommer tilløb fra områdets rensningsanlæg):
- Ballebæk.
- Morsebæk fra højre.
- Beder Bæk fra højre.
- Hovedgrøften fra højre.
- Kapelbæk fra venstre.

Åen løber ud gennem Moesgård Strandpark. Nord for udløbet ligger en flad dal, der strækker sig op til stendigerne ved Moesgård Skov. Området er åbent og udlagt som et overdrevslignende, rekreativt område med spredte træer og solitære Almindelig Ene (Juniperus communis). Syd for Giberåens udløb finder man en indhegnet og fåregræsset eng med rekonstruktion af et jernalderhus og en langdysse.
Havstranden har flere gange været ramt af badeforbud som følge af et for højt antal fækale kolibakterier. Bakterierne stammer fra de kommunale rensningsanlæg, der bruger åen som recipient - afløb for renset spildevand. Alligevel finder havørreden vej op gennem Giber Å til dens tilløbsbække. Der er fundet havørredyngel helt op i både Hovedgrøften og Kapelbæk, der kommer fra Hørret Skov.
Laksefiskenes gydeforhold i åen er forbedret ved at etablere fiskepassager i Giber Å. Der er også skabt omløb ved møllerne, hvor stemmeværker tidligere fungerede som hindringer for fiskenes frie vandring op og ned ad åen. Disse omløb er blevet smukke naturperler, hvor vandet fosser i høj fart.
Vandstæren, som besøger landet om vinteren, kan ses både ved Giber Å og dens tilløb.
Giberåen kan i perioder have en meget lille vandføring som følge af vandboringer i åens opland. Der pumpes grundvand op til både markvanding og drikkevand. Det daværende Århus Amt besluttede, at afhjælpe den lave vandføring ved at supplere åen med vand fra et regnvandsmagasin i Tranbjerg, og, hvis det ikke slår til, også med grundvand, men kun ved meget lav naturlig vandføring.